# Chreščatyk (metropolitana di Kiev)
Chreščatyk (in ucraino Хрещатик?, ) è una stazione della linea Svjatošyns'ko-Brovars'ka, la linea 1 della metropolitana di Kiev. La stazione prende il nome dal viale Chreščatyk, la strada centrale di Kiev.

## Storia
Fu inaugurata nel 1960 insieme alle altre stazioni della prima tratta della rete. È costruita secondo uno standard a tre arcate sostenute da pilastri, opera degli architetti Ju. Tjahno e I. Maslenkov, e presenta ornamenti ceramici ucraini incorniciati da griglie metalliche nel lato dei pilastri che danno verso il centro della stazione. In tutto il resto della stazione è utilizzato il marmo, in particolare sulle mura e sulle cornici dei pilastri. Il soffitto è ricoperto da intonaco bianco e l'illuminazione proviene da lampade nascosta nelle nicchie della volta centrale e da una fila centrale di lampade.
Nel 1976 la stazione divenne il primo punto di interscambio della rete, con la nuova stazione della linea Obolons'ko-Teremkivs'ka, Majdan Nezaležnosti, poi chiamata Plošča Kalinina e subito dopo Plošča Žovtnevoï Revoljuciï. Le stazioni sono collegate tramite scale e scale mobili. Il corridoio originale, tuttavia, si rivelò troppo corto e non adatto a sostenere il traffico passeggeri in crescita pertanto, dal 1986, vi è un secondo corridoio più lungo che collega le stazioni.
La stazione presenta due ingressi, il primo costruito nell'edificio di un ristorante (oggi occupato da un negozio) sulla via Chreščatyk. Il secondo fu aperto nel 1963 (sostituendo un grande stemma della RSS Ucraina) all'angolo tra le vie Instytutska e Horodecka.
Oltre la stazione vi è una serie di scambi che continua, come binario unico, verso le linee Obolons'ko-Teremkivs'ka e Syrec'ko-Pečers'ka. Questa è la principale arteria utilizzata per il transito tra le linee, oltre che da e verso i depositi e da ricovero notturno dei treni.